# Fritz Hofbauer
Pour les articles homonymes, voir Hofbauer.
Fritz Hofbauer (né le 11 mai 1884 à Vienne ; mort le 10 décembre 1968  à Vienne) est un acteur autrichien.

## Filmographie partielle
- 1917 : Das Mysterium des Schlosses Clauden (de) de Rudolf Meinert
- 1934 : Wilhelm Tell (de) de Heinz Paul
- 1947 : Die Welt dreht sich verkehrt (de) de Johann Alexander Hübler-Kahla (de)
- 1949 : Kleiner Schwindel am Wolfgangsee de Franz Antel
- 1960 : Was wäre, wenn …? (de) de Gerhard Klingenberg
- 1964 : Pension Boulanka (de)  de Helmut Krätzig (de)